# Габриэль Бурбон-Сицилийский
Принц Габриэле Бурбон-Сицилийский (Габриэле Мария Джузеппе Карло Игнацио Антонио Альфонсо Пьетре Джованни Герардо ди Маджелла Омни эт Сансти) (11 января 1897, Канны, Франция — 22 октября 1975, Иту, Бразилия) — член Бурбон-Сицилийского Дома.

## Происхождение
Габриэле был двенадцатым ребенком и младшим сыном принца Альфонсо Бурбона-Сицилийского, графа ди Казерта, и его супруги принцессы Марии Антуанетты Бурбон-Сицилийской. Он был младшим братом принца Фердинанда Пия, герцога Калабрии, принца Карлоса Бурбон-Сицилийского, принцессы Марии Иммакулеи (жены принца Иоганна Георга Саксонского), принцессы Марии-Кристины (жены эрцгерцога Петера Фердинанда Австрийского), принцессы Марии Пии (жены принца Луиза Бразильского), принца Раньери, герцога Кастро, и принца Филиппа Бурбон-Сицилийского.

## Семья и дети
25 августа 1927 года в Париже женился первым браком на княжне Маргарите Изабелле Чарторыйской (17 августа 1902 — 8 марта 1929), дочери князя Адама Людвика Чарторыйского (1872—1937) и графини Марии Людвики Красинской (1883—1958). Супруги имели одного сына:
- Принц Антуан Мария Жозеф Альфонс Адам Бурбон-Сицилийский (20 января 1929, Канны — 11 ноября 2019, Цюрих), 18 июля 1958 года в Альтсхаузене женился на герцогине Елизавете Вюртембергской (2 февраля 1933, Штутгарт — 29 января 2022), имели двух сыновей и двух дочерей.

15 сентября 1932 года в Кракове Габриэль Бурбон-Сицилийский вторично женился на польской княгине Цецилии Любомирской (28 июня 1907 — 20 сентября 2001), дочери князя Казимира Любомирского и его жены графини Марии-Терезии Гранов-Водицкой. Супруги мели четырех детей:
- Принц Жан Мария Казимир Бурбон-Сицилийский (30 июня 1933, Варшава — 25 декабря 2000, Мадрид)
- Принцесса Мария Маргарита Тереза-Антуанетта Альфонсина Казимира Бурбон-Сицилийская (16 ноября 1934, Варшава — 15 января 2014, Мадрид), муж с 1962 года Луис Гонзага Мальдонадо и Гордон (род. 17 ноября 1932)
- Принцесса Мария Иммакулата Бурбон-Сицилийская (25 июня 1937— 14 мая 2020), Варшава), муж с 1970 года Мигель Гарсия де Саез и Теллекеа (6 сентября 1921 — 12 марта 1982), развелись в 1979 году
- Принц Казимир Мария Альфонс Габриэль Бурбон-Сицилийский (род. 8 ноября 1938, Варшава), с 1967 года женат на принцессе Марии Кристине Савойской (род. 12 сентября 1933), имели двух сыновей и двух дочерей.

## Титулы
11 января 1897 — 22 октября 1975 годы — Его Королевское Высочество Принц Габриэль Бурбон-Сицилийский.

## Награды
- Кавалер Ордена Золотого руна

- Кавалер Ордена Святого Януария

- Кавалер Константиновского ордена Святого Георгия

- Кавалер Ордена Карлоса III

- Рыцарь Мальтийского ордена